# Hvitträsk
Hvitträsk est un musée situé à Kirkkonummi en Finlande.

## Histoire
Au passage du XVIIIe au XIXe siècle, à l'époque du nationalisme romantique, de nombreux artistes finlandais se font bâtir à la campagne de belles constructions de résidence et d'ateliers. 
Les plus célèbres parmi ces ateliers du désert sont les Visavuori de Emil Wikström, Tarvaspää de Akseli Gallen-Kallela et Hvitträsk des architectes Herman Gesellius, Armas Lindgren et Eliel Saarinen. 
En 1901, Gesellius, Lindgren et Saarinen, qui ont un cabinet d'architecte prospère, achètent une parcelle à Kirkkonummi sur la rive du lac Vitträsk.
En 1901–1903 s'élève un bâtiment en deux parties et dans la cour un bâtiment séparé nommé Lilla Villa (la petite villa),
.
Eliel Saarinen s'installe avec son épouse dans l'aile sud, Armas Lindgren et sa famille dans l'aile nord du bâtiment principal. 
Le célibataire Herman Gesellius et sa sœur Loja s’installent dans la petite villa.
Eliel et Mathilda Saarinen divorcent en 1904 et Mathilda se remarie avec Herman Gesellius. 
Eliel Saarinen prend pour seconde épouse Loja Gesellius.
Deux ans après la construction de Hvitträsk, le cabinet Gesellius-Lindgren-Saarinen éclate, et en 1905, Armas Lindgren et sa famille quittent Hvitträsk.
Les Gesellius s'installent à leur place dans l'aile nord de la maison principale.
Le bâtiment principal sera la demeure des Saarinen et des Gesellius jusqu'en 1916.
En 1916, à la mort de Herman Geselliuss, Hvitträsk deviendra la demeure de Eliel Saarinen et de sa famille. 
En 1923, les Saarinen partent s’installer aux États-Unis, après quoi Hvitträsk sera leur résidence estivale jusqu'en 1949.
Le cénotaphe de Eliel Saarinen est à Hvitträsk. 
En 1922, l'aile nord est endommagée par un incendie.
Elle est reconstruite en 1929–1936 sous une forme rénovée conçue par Eero Saarinen .
C'est dans l'atelier de Hvitträsk  que sont nés les projets tels que le musée national de Finlande ou la gare centrale d'Helsinki.
Entre 1949 et 1968, 1949–1968 elle est la propriété d'Anelma et Rainer Vuorio qui s'en servent comme maison de représentation. 
Ils opèrent quelques modifications dont une partie a été remise dans son état d'origine.
En 1968, à la faillite des Vurio, Hvitträsk devient la propriété de la Kansallis-Osake-Pankki .
La banque vendra Hvitträsk par parties aux enchères. Même la statue de l'ours érigée dans la cour est vendue. 
Les bâtiments sont achetés par le fonds Gerda et Salomon Wuorio.

## Musée
En 1971, après sa rénovation par le fonds Wuorio, Hvitträsk est ouvert au public.
À partir de 1981, Hvitträsk appartient à l'État finlandais.
De nos jours Hvitträsk est un musée faisant partie du musée national de Finlande,.
Les bâtiments ont été restaurés en 1992-2000.
Une grande partie des effets mobiliers est revenue au musée.
Parmi les perles visibles au musée on peut citer les meubles conçus par Eliel Saarinen et la tapisserie des flammes (en finnois : Liekki-ryijy) de Akseli Gallen-Kallela.
Il a accueilli 18 062 visiteurs en 2012.

## Publications
- Jaana Hällström et Jussi Iltanen, Museot - Suomen 100, Hvitträsk, p. 44, Gummerus Kirjapaino, Jyväskylä, Karttakeskus, 2008 (ISBN 978-951-593-193-1)
- Connaissance des Arts, décembre 1971, chap. 238 108–13, 192

## Galerie

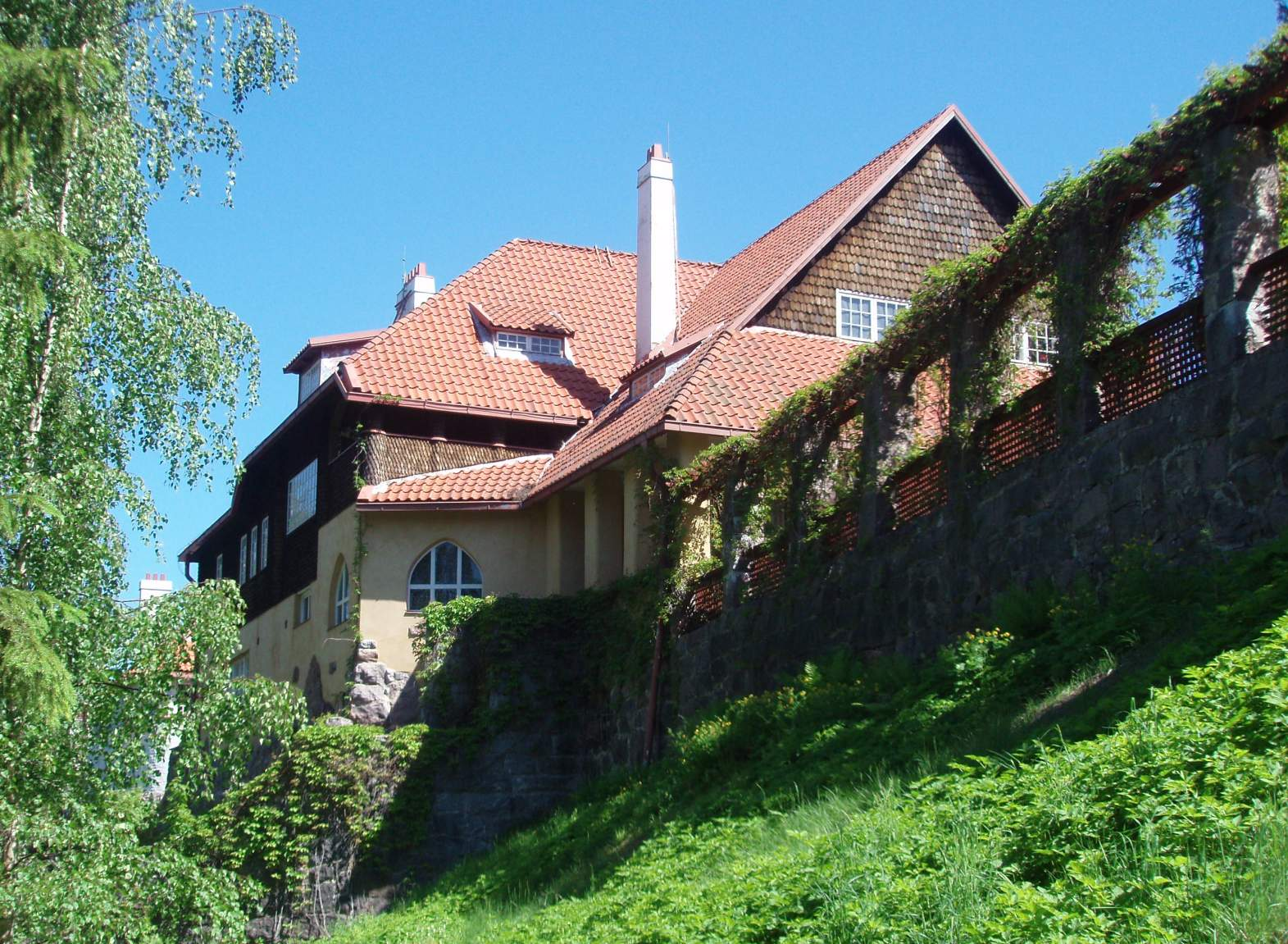
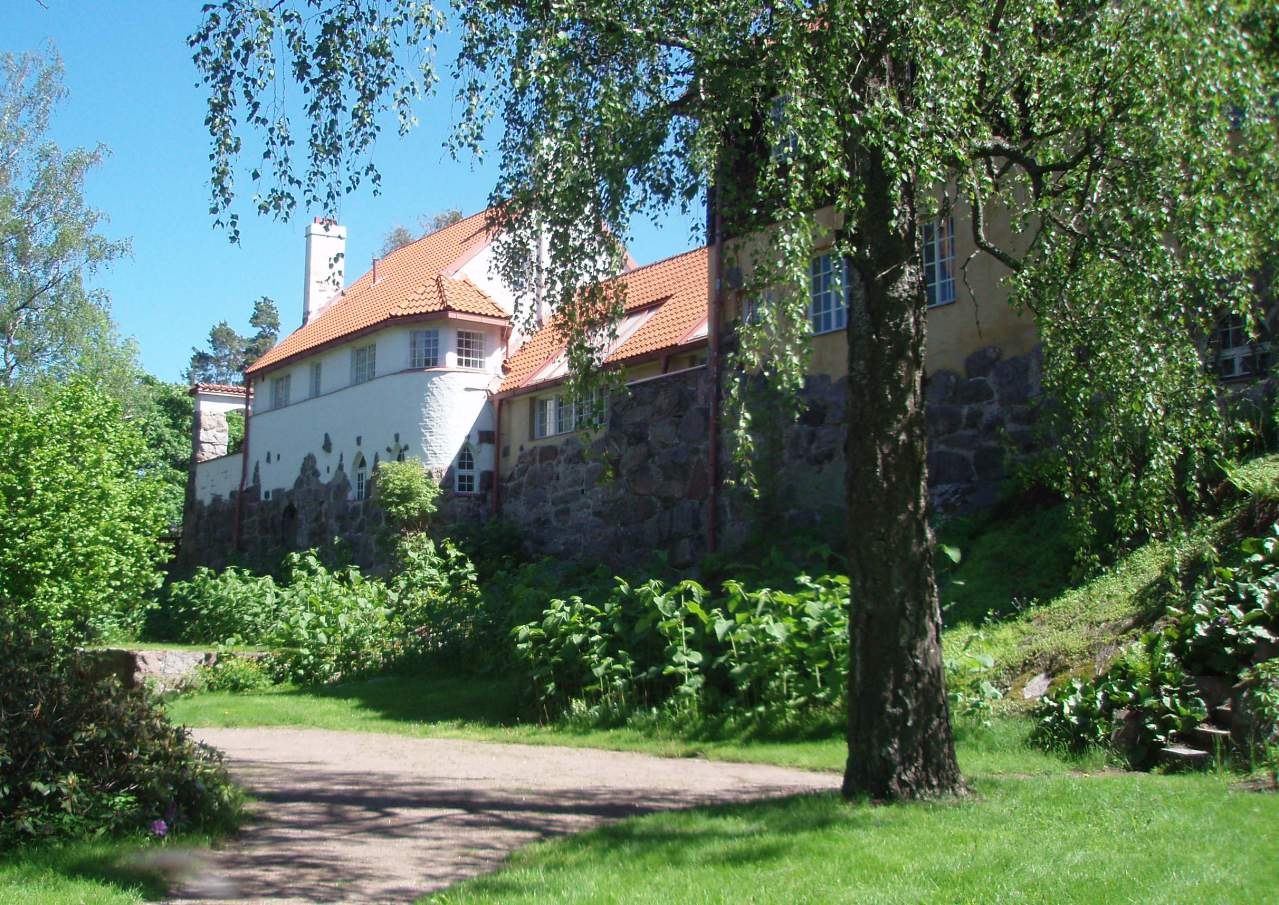
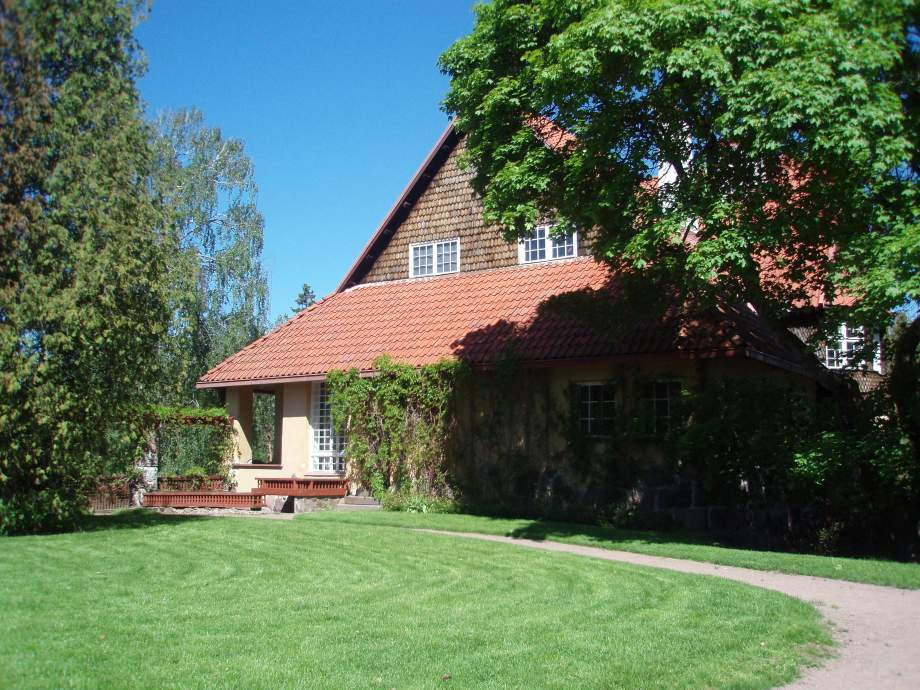
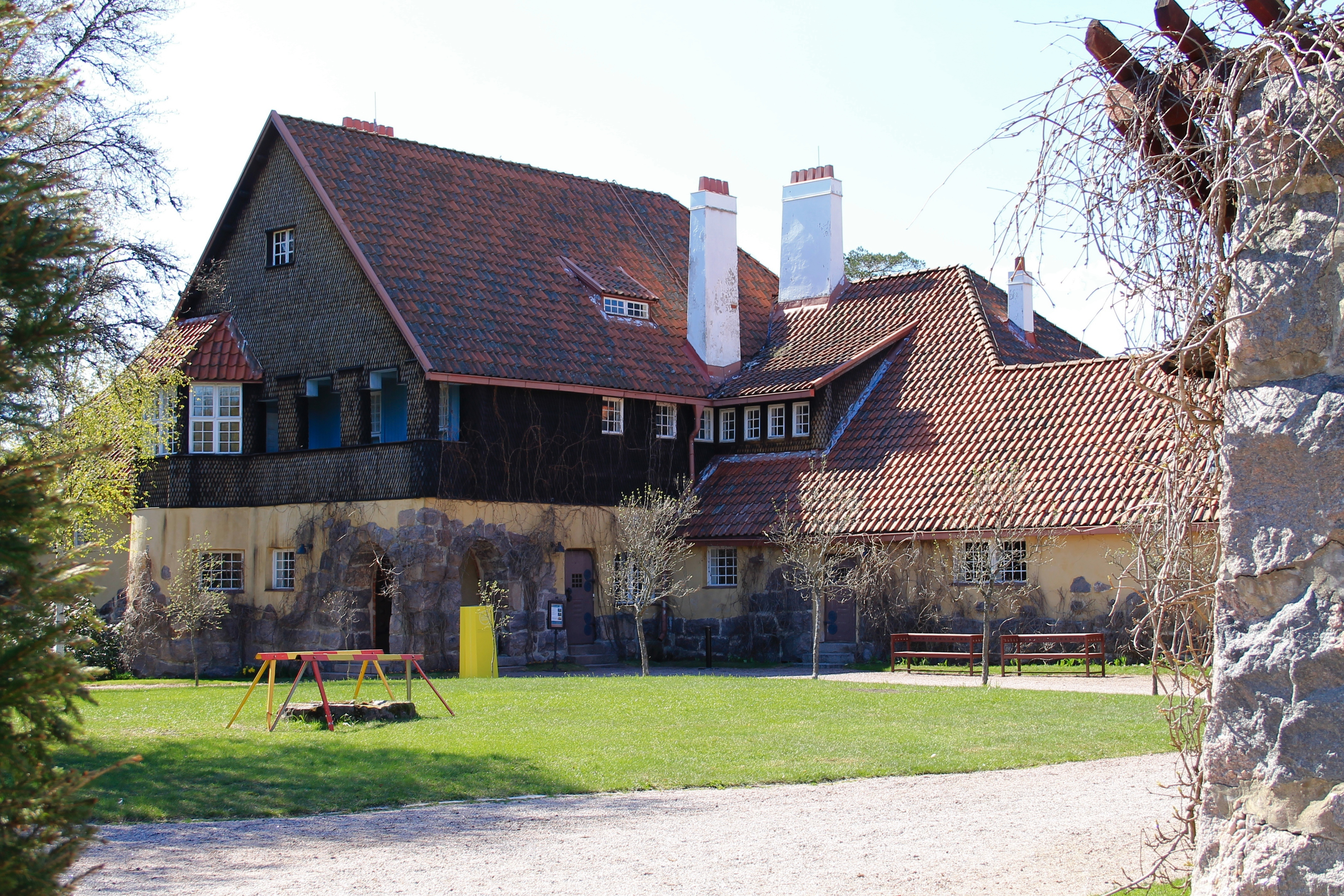